# Stufe um Stufe
Stufe um Stufe (russisch Ступени / Stupeni) ist eine Erzählung des russischen Schriftstellers Lasar Karelin, die 1971 im Moskauer Verlag Sowjetrussland erschien. Die Übertragung ins Deutsche von Eva und Alexander Grossmann brachte Volk und Welt 1976 in der Sammlung So stille Dämmerstunden in Berlin heraus.

## Inhalt
Anfang Januar 1944 geht der 1920 in Moskau geborene Drehbuchautor Leonid – Hochschulabsolvent am Staatlichen Unionsfilminstitut Alma-Ata – als einfacher Soldat an die Front.
Erzählt werden Episoden aus der Zeit nach seiner Einberufung im Dezember 1943. Leonids Bataillon, zu den Rückwärtigen Diensten gehörig, liegt nur vier Eisenbahnstunden von Moskau entfernt im tiefverschneiten russischen Feld. Gegen die Kälte im Unterstand kriecht Leonid mit seinem Bettnachbarn Georgi Georgijewitsch Semjonow während der Nachtruhe unter eine Decke. Semjonow, ein älterer Obstbauer aus Alma-Ata, Mitglied der Semiretschensker Kosaken, hat schon seit dem Sommer 1941 an der Front gekämpft und war zweimal verwundet worden; das letzte Mal schwerer. Die Wunde am Brustkorb blutet. Der Verwundete will wieder an die Front. Er hat sich absichtlich nicht ins Lazarett verlegen lassen, sondern nur in dieses Genesungsbataillon, in dem auch Leonid dient.
Als sich die Gelegenheit ergibt, nimmt Leonid zwei Tage Kurzurlaub nach Moskau. Dort muss er erfahren – in den wenigen Tagen seiner Abwesenheit hat sich seine Freundin und Briefpartnerin Tanja bereits einen neuen Freund, den Oberleutnant Kolja, angelacht. Bevor sich Leonid heimlich, still und leise aus dem gutbürgerlichen Elternhause Tanjas entfernt, ergattert er noch von der gestrengen Haushälterin einen der beiden lieblich duftenden Äpfel aus Alma-Ata. Als Leonid nach seiner Rückkehr ins Bataillon das kostbare Obst Semjonow schenken möchte, ist der alte Soldat bereits seiner Verwundung erlegen. Leonid nimmt die Stelle des Verstorbenen an der Front ein. Eine neue Briefpartnerin findet Leonid zuvor am Silvester-Abend bei den Rückwärtigen Diensten – die junge Nina aus dem Baubataillon.

## Titel
Manch einer – zum Beispiel der Sohn von Leonids Moskauer Nachbarin Jelena Iwanowna – ist gleich zu Anfang des Krieges gefallen. Das ist aber nicht der Normalfall. Frontsoldat wird Leonid Schritt für Schritt oder mit dem Titel gesagt, Stufe um Stufe. Als Leonid während des oben genannten Kurzurlaubs den Rektor der Moskauer Filmhochschule in Ostankino um eine Gefälligkeit bittet, erfüllt dieser ältere Herr dem jungen Drückeberger den Wunsch. Genau den Eindruck gewinnt auch der Leser – Leonid möchte sich mit allen Mitteln vom Fronteinsatz drücken. Es kommt aber anders. Bedingt durch die  Vorkommnisse daheim in Moskau und vor allem im Felde bei seinem Bataillon sieht Leonid im Verlaufe der Handlung ein, er muss die Stelle Semjonows einnehmen.

## Deutschsprachige Ausgaben
- Lasar Karelin: Sufe um Stufe. S. 117–184 in: Im Morgengrauen ist es noch still. Drei Erzählungen. Militärverlag, Berlin 1988 (3. Aufl., in der deutschen Erstausgabe 1976 unter dem Titel So stille Dämmerstunden), ISBN 3-327-00596-6